# Xiangshan (köpinghuvudort i Kina, Jiangxi Sheng, lat 28,95, long 115,98)
Xiangshan är en köpinghuvudort i Kina. Den ligger i provinsen Jiangxi, i den sydöstra delen av landet, omkring 32 kilometer norr om provinshuvudstaden Nanchang. Antalet invånare är 15 711. Befolkningen består av 7 722 kvinnor och 7 989 män. Barn under 15 år utgör 27,0 %, vuxna 15-64 år 61 %, och äldre över 65 år 10,0 %.
Runt Xiangshan är det tätbefolkat, med 476 invånare per kvadratkilometer. Närmaste större samhälle är Nanxinxiang, 18,8 km söder om Xiangshan. Trakten runt Xiangshan består till största delen av jordbruksmark.
Genomsnittlig årsnederbörd är 2 373 millimeter. Den regnigaste månaden är juni, med i genomsnitt 357 mm nederbörd, och den torraste är oktober, med 36 mm nederbörd.